# Diaethria punctata
Diaethria punctata är en fjärilsart som beskrevs av De la Maza 1977. Diaethria punctata ingår i släktet Diaethria och familjen praktfjärilar. Inga underarter finns listade i Catalogue of Life.